# Dictyorostrella caricicola
Dictyorostrella caricicola är en svampart som först beskrevs av U. Braun & Melnik, och fick sitt nu gällande namn av U. Braun 1999. Dictyorostrella caricicola ingår i släktet Dictyorostrella, divisionen sporsäcksvampar och riket svampar.   Inga underarter finns listade i Catalogue of Life.